# Kuoch Ky
Kuoch Ky là chính trị gia người Campuchia gốc Hoa. Ông thuộc chính đảng bảo hoàng FUNCINPEC và được Quốc hội Campuchia bầu làm dân biểu tỉnh Prey Veng vào năm 2003. Kuoch hiện đang giữ chức Quốc vụ khanh đặc trách Thương mại và có cha mẹ vốn là dân nhập cư đến từ Yết Dương tỉnh Quảng Đông, Trung Quốc. Tên thật bằng tiếng Trung của ông là Quách Cơ (郭基).